# James Hype
James Hype, pseudonimo di James Edward Lee Marsland (Borgo metropolitano di Wirral, 26 novembre 1989), è un disc jockey britannico, produttore e creatore di remix, noto esponente dei generi deep house e tech-house.

## Biografia
È cresciuto a Greasby, nel borgo metropolitano di Wirral, e ha frequentato la Calday Grange Grammar School. 
Nel 2017 è diventato noto in patria con il brano More than Friends, che ha raggiunto l'ottava posizione nella classifica britannica, conquistando un disco di platino dalla British Phonographic Industry per le oltre 600 000 unità vendute a livello nazionale. Nel 2022 ha raggiunto il successo internazionale con Ferrari, che è entrata in numerose classifiche, raggiungendo la vetta della Top Singoli italiana. I suoi ultimi brani, Vibrate e Wild, sono stati riconosciuti internazionalmente per aver conquistato la prima posizione nella Beatport Top 10.
Nel 2020 ha fondato l'etichetta Stereohype, le cui pubblicazioni includono quelle dei produttori R3WIRE, Tita Lau, Zurra, Dots Per Inch e More Than Friends. È inoltre ambasciatore per i prodotti da disc jockey dell'azienda Pioneer.
Ha una relazione con la collega dj Tita Lau.

## Discografia

### EP
- 2024 – Vibrate / On The Ground (con Tita Lau)

### Singoli
- 2017 – More than Friends (feat. Kelli-Leigh)
- 2018 – No Drama (feat. Craig David)
- 2019 – I Was Lovin' You (feat. Dots Per Inch e Ayak)
- 2020 – Afraid (feat. Harlee)
- 2021 – Good Luck (feat. Pia Mia)
- 2021 – Dancing
- 2021 – You Give Me A Feeling (con Vintage Culture)
- 2021 – Disconnected (con Tita Lau)
- 2022 – Say Yeah
- 2022 – Ferrari (con Miggy Dela Rosa)
- 2022 - Ferrari Remix (con Miggy Dela Rosa e Lazza)
- 2022 – Crank
- 2022 – B2B (con Tita Lau)
- 2022 – Let Loose
- 2023 – Helicopter
- 2023 – Lose Control
- 2023 – Number 1 (con Major Lazer)
- 2023 – Drums (con Kim Petras)
- 2024 – Wild